# Zajedavske stenice
Zajedavske stenice (znanstveno ime Cimicidae) so majhna družina polkrilcev, ki jo uvrščamo v podred stenic (Heteroptera), sestavlja pa jo 75 danes živečih opisanih vrst zunanjih zajedavcev, ki se prehranjujejo s krvjo sesalcev in ptičev. Med njimi je daleč najbolj poznana posteljna stenica, ki napada tudi človeka.

## Opis
Zajedavske stenice dosežejo med 4 in 12 mm v dolžino ter imajo reducirana krila. Vse so rjavo obarvane, večinoma ponoči aktivne živali s sploščenim ovalnim telesom, ki se podnevi skrivajo v različnih špranjah, ponoči (predvsem tik pred zoro) pa prilezejo na plano in sesajo kri. Obustni aparat, ki pri večini drugih stenic služi za sesanje rastlinskih sokov, je tu prilagojen za sesanje krvi. Oblikovan je v kljunec (rostrum), znotraj katerega potekata dva kanala, enako kot pri ostalih vrstah. Razlika je v tem, da eden od njiju namesto za izločanje prebavnih sokov služi izločanju sredstva proti strjevanju krvi in blagega anestetika.
Značilen zanje je način oploditve, pri katerem samec s svojim ostrim penisom predre samičin zadek in vnese vanjo spermo mimo običajnih poti oploditve. Domnevajo, da se na ta način delno izogne samičini izbiri samca, saj imajo pri sorodnih žuželkah samice posebne organe za shranjevanje sperme, s katerimi lahko izbirajo, katera bo oplodila jajčeca. Semenčice nato splavajo po samičini hemolimfi naravnost do jajčnikov.
Večina spoznanj o biologiji zajedavskih stenic temelji na preučevanju posteljne stenice. Samica odloži med 150 in 200 jajčeci. Ličinke odrastejo v dveh mesecih, če imajo na voljo gostitelja in je vlaga dovolj visoka. Pred vsako levitvijo morajo dobiti obrok krvi. Odrasle živali živijo okoli dve leti. Vemo, da lahko zdržijo dolgo časa brez hrane, vendar pa samica nujno potrebuje hrano za razvoj jajčec. Podobno kot drugi zunanji zajedavci, ki ne preživijo vsega življenja na gostitelju, morajo vsako priložnost za prehranjevanje izkoristiti hitro. Posteljna stenica se lahko popolnoma napije v dveh in pol do petih minutah. Napita s krvjo je temno rdeče barve in kroglaste oblike.

## Ekologija
Gostitelji zajedavskih stenic so v glavnem ptiči in netopirji, skupina pa je znana predvsem po vrstah, ki napadajo človeka. Za razliko od večine ostalih zunanjih zajedavcev zanje še ni znano, da bi prenašali kakršnekoli povzročitelje bolezni. Bolj škodijo gostiteljem ob večji številčnosti, saj lahko povzročijo precejšnjo izgubo krvi.

### Pomen za človeka
Od zajedavskih stenic se na človeku prehranjuje posteljna stenica (Cimex lectularius), na katero lahko še vedno naletimo v območjih s slabšimi higienskimi standardi. Njen pik je neprijeten, povzroči drobno oteklino, ki lahko srbi še nekaj ur do nekaj dni po piku. Neprijetni piki so glavni razlog za nadležnost, saj posteljne stenice ne prenašajo nalezljivih bolezni. Za primer, virus HIV lahko tako v telesu stenice preživi do enega tedna, vendar se v njej ne razmnožuje, ni prisoten v iztrebkih in se ne prenese s slino v novega gostitelja. Možna izjema je le virus, ki povzroča hepatitis B.
Večkrat povzroča skrbi tudi vrsta Oeciacus hirundinis, ki zajeda na domačih lastovkah in jo lahko včasih vidimo v človekovih bivališčih, kjer gnezdijo omenjene lastovke. Poleg posteljne stenice včasih napade človeka tudi tropska vrsta Cimex hemipterus.
Od pričetka uporabe sintetičnih insekticidov, posebej DDT, so manj razširjene, še zdaleč pa ne iztrebljene. So izjemno trdožive, zaradi česar klasične fizikalne metode zatiranja (npr. s paro) niso učinkovite. Kot najučinkovitejše se je izkazalo zadimljanje z dolgotrajno delujočimi insekticidi.

## Sistematika in evolucija
Sesanje krvi (t. i. obligatna hematofagija) zajedavskih stenic nakazuje, da so nedvomno monofiletska skupina. Fosilni zapis je skromen; domnevajo, da so se prvi predstavniki razvili v eocenu ali malenkost prej, hkrati s pojavom netopirjev, ki so gostitelji večine današnjih vrst.